# Massa Lubrense (stolica tytularna)
Massa Lubrense (łac. Dioecesis Massalubrensis) – stolica historycznej diecezji w Italii erygowanej w roku 1050, a włączonej w roku 1818 w skład diecezji Sorrento.
Współczesne miasto Massa Lubrense w prowincji Neapol we Włoszech. Obecnie katolickie biskupstwo tytularne ustanowione w 1968 przez papieża Pawła VI.

## Biskupi tytularni
| Lp. | Biskup                | Funkcja                                   | Od               | Do                  |
| --- | --------------------- | ----------------------------------------- | ---------------- | ------------------- |
| 1   | Paul Aijirō Yamaguchi | emerytowany arcybiskup Nagasaki (Japonia) | 19 grudnia 1968  | 4 lutego 1971       |
| 2   | Jaime Sin             | arcybiskup koadiutor Jaro (Filipiny)      | 15 stycznia 1972 | 8 października 1972 |
| 3   | Robert Morneau        | biskup pomocniczy Green Bay (USA)         | 19 grudnia 1978  |                     |